# Stüh (Farven)
Der Stüh ist ein Wohnplatz in der Gemeinde Farven (Landkreis Rotenburg (Wümme)). 
Vor Ort befand sich das Landschulheim der Gesamtschule Harburg („Haus im Stüh“), das mittlerweile jedoch verkauft worden sei und privat genutzt werde. 

## Geographie und Verkehrsanbindung
Der Stüh befindet sich südwestlich des Kernorts am äußersten Rand der Gemeinde an der K 122, die von Farven nach Malstedt führt. Eine Nebenstraße führt auch zum Fehrenbruch. Die Bever fließt nördlich des Ortes. 
Koordinaten: 53° 25′ 34,5″ N, 9° 17′ 56,3″ O